# Hansen Spur
Der Hansen Spur ist ein 13 km langer Felssporn in der antarktischen Ross Dependency. Im Königin-Maud-Gebirge reicht er von der Nordwestflanke des Nilsen-Plateaus bis zum Rand des Amundsen-Gletschers unmittelbar östlich der Olsen Crags.
Der United States Geological Survey kartierte die Formation anhand eigener Vermessungen und Luftaufnahmen der United States Navy aus den Jahren von 1960 bis 1964. Das Advisory Committee on Antarctic Names benannte den Sporn 1967 nach dem Norweger Ludvig Hansen (1871–1955), Matrose und Eislotse auf der Fram bei der Südpolexpedition (1910–1912) des norwegischen Polarforschers Roald Amundsen. Das Komitee wahrte damit die von Amundsen vorgenommene Benennung eines nicht identifizierbaren Bergs in der Umgebung des Felssporns als Mount L. Nansen.